# Чоман Гарді
Чоман Гарді (курд. چۆمان هەردی; нар.. 1974) — сучасна курдська поетеса, перекладачка та художниця.

## Кар'єра
Чоман Гарді працювала на посаді голови Exiled Writers Ink! де вона організувала майстер-класи з творчого письма для Британської Ради у Великій Британії, Бельгії, Чехії та Індії. Раніше також була поетом-адміністратором у Центрі письменників Моніака Мора (Шотландія), Вілла Хеллебош (Бельгія), Hedgebrook Women Writers' Retreat (США) і The Booth (Шетландські). Як академічна дослідниця вона була запрошеним науковцем у Центрі багатоетнічних досліджень (Уппсальський університет), Zentrum Moderner Orient (Берлін) та на факультеті гуманітарних наук (Університет Амстердама).
У період з 2009 по 2011 рік Чоман Гарді працювала у коледжі Святого Антонія в Оксфорді. У 2014 році вона повернулася до свого рідного міста Сулеймані, щоб обійняти посаду в Американському університеті Іраку (AUIS). Наступного 2015 року її призначили завідувачем кафедри англійської мови.

## Творчість
Вона опублікувала три томи поезії курдською мовою. Вона опублікувала дві збірки англійських віршів « Життя для нас» (Bloodaxe Books, 2004) і "Враховуючи жінок " (Bloodaxe Books, 2015), які увійшли до шорт-листа премії «Форвард» у 2016 році. Її статті опубліковані в Modern Poetry in Translation

### Праці
- — (1996), Return with no memory (Kurdish) , Denmark, ISBN 87-984331-6-4
- — (1998), Rûnakîy sêberekan : şîʻir (Light of the Shadows), Kitêbî Rabûn, 14. (Kurdish) , Rabûn, ISBN 9789197335447
- — (2000), Light Mirrors and Shadows: Poems, OCLC 427634821
- — (2004), Life for Us, Bloodaxe Books, ISBN 9781852246440
- — (2011), Gendered Experiences of Genocide: Anfal Survivors in Kurdistan-Iraq, Voices in development management., Farnham, Surrey, ISBN 978-0754694335
- — (2015), Considering the Women, Bloodaxe Books, ISBN 9781780372785